# Аркади (пароход)
«Аркади» — колёсный пароход, исторический для Греции и в особенности для Крита корабль. Был куплен в США, вместе с однотипными «Крит» и «Энозис», с началом Критского восстания 1866 года, на деньги греков Лондона. Пароход получил имя одноимённого критского монастыря «Аркади». Пароход был наскоро вооружён четырьмя дульнозарядными орудиями фирмы «Армстронг». Экипаж состоял из моряков греческого военного флота.
Пароход своевременно прибыл в Грецию и сразу был использован для перевозки беженцев с Крита, боеприпасов и добровольцев на Крит. «Аркади» осуществил 12 рейсов без особых проблем и стал легендой. Был прозван греками «неуязвимым» и турками «шейтанвапор» (дьявольский пароход), как писал корреспондент лондонской Таймс Скиннер.

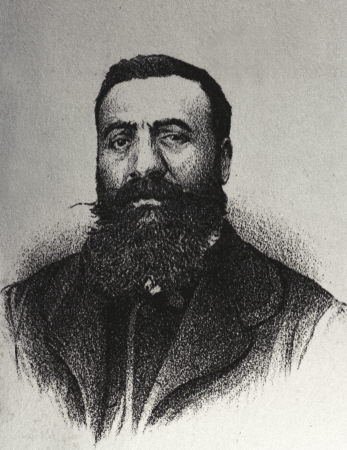
Капитан Н.Ангеликарас

В 13-м рейсе Пирей — Крит — Пирей, под командованием капитана Ангеликараса, 22 мая 1867 года, уже оставив Крит, «Аркади» встретил 4 турецких военных корабля, которые преследовали его до Андикитира (остров), где и блокировали его. Не дожидаясь результатов протеста греческого правительства османскому, по поводу блокады судна у греческого острова, Ангеликарас сумел умелыми манёврами прорвать кольцо турецких кораблей. «Аркади» пришёл на ремонт на остров Сирос.
После устранения повреждений пароход продолжил свои рейсы на Крит, несмотря на турецкую блокаду острова.

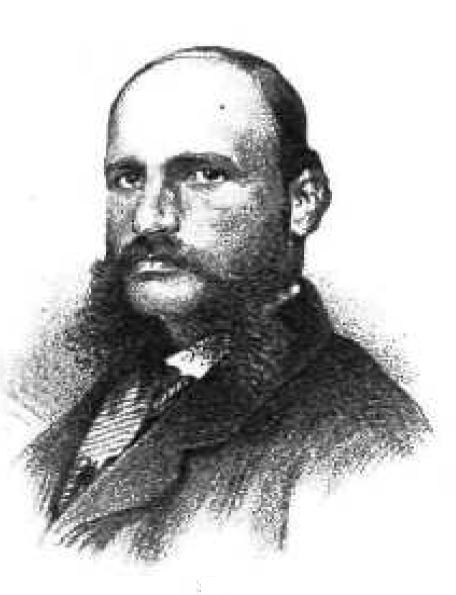
Капитан А.Курентис

6 августа 1867 года — в своём последнем рейсе, под командование капитана Курентиса — во время выгрузки в Агия Румели, Сфакия, «Аркади» был обнаружен турецкими военными кораблями. Несмотря на продолжающиеся попытки выгрузить все припасы, пароход был вынужден перейти к побережью Превели, откуда, преследуемый турками, ушёл к острову Гавдос, где и простоял целый день. Вечером «Аркади» снова вернулся к Агия Румели, чтобы завершить выгрузку боеприпасов и снабжения, но вновь был атакован турецкими кораблями.
В этот раз капитан Курентис принял решение дать бой. Длительное время «Аркади» оставался неуязвимым, пока турецкий снаряд не поразил его правое колесо. Потерявшему скорость пароходу грозило пленение. Капитан развернул пароход носом к турецкому военному кораблю «Иджедин», с целью таранить его, приказав одновременно экипажу быть готовым к абордажу. Спустив греческий флаг, поскольку официально Греция не находилась в состоянии войны с Османской империей, корабль действовал как судно без национальности. Два корабля сблизились и, после успешного манёвра турецкого корабля, оба следовали очень близкими параллельными курсами. После того как «Аркади» сумел подойти к «Иджедину», 3 греческих моряка, прыгнув с вантов на палубу «Иджедина», ринулись с топорами против первых попавшихся турок оказавшихся в месте их высадки и зарубили их. После нового манёвра турецкого корабля, изменившего курс, остальные греческие моряки были не в состоянии выпрыгнуть на турецкий корабль. В результате первые 3 греческих моряка были убиты. Тогда капитан Курентис принял решение выбросить корабль на ближайший берег и продолжить выгрузку, вынудив турецкие корабли держаться вдали, поскольку те не имели возможности следовать за ним на мелководье.
После завершения выгрузки драгоценного для Крита груза, который приняли повстанцы, наблюдавшие с берега за морским боем, капитан приказал, перед уходом в горы, сжечь корабль. По одним источникам, после ухода повстанцев и экипажа, высадившиеся с шлюпок турки сумели погасить огонь и отбуксировали «Аркади» до Константинополя. Корабль был продемонстрирован как трофей большой важности, в соответствии с данным ему именем «шейтанвапор». По другим источникам турки представили в качестве трофея несколько горелых деревянных балок корабля. В общей сложности «Аркади» осуществил 26 рейсов на Крит.